# Geng Ding
| Imena                               | Imena                                                          |
| ----------------------------------- | -------------------------------------------------------------- |
| Priimek                             | Dzi (子)                                                       |
| Rojstno ime                         | Šjao (嚣)                                                      |
| Prestolno ime (po Šidžiju)          | Geng Ding (庚丁)                                               |
| Prestolno ime (z orakeljskih kosti) | Kang Ding (康丁) Kang Dzu Ding (康祖丁) Kang Čje Ding (康且丁) |
| Tempeljsko ime                      | Kang Dzu (康祖)                                                |
| Posmrtno ime                        | Kralj An (安王)                                                |

Geng Ding (庚丁) ali Kang Ding (康丁), z rojstnim imenom Šjao,  je bil kralj kitajske dinastije Šang. Na prestol je prišel v letu džjavu (甲午) in vladal iz prestolnice Jin (殷).

## Vladanje
Različni viri navajajo različne dolžine njegovega vladanja. Po zapisih v Bambusnih letopisih naj bi vladal osem let. Dzidži tongdžjan v svojem dodatku in enciklopedija Tongdži navajata, da je vladal šest let. Divangbendži (帝王本紀), citiran v Tongdžiju, navaja enajst let vladanja.  

## Sklica
1. ↑  Bambusni letopisi.
2. ↑  <<通志>>,<< 資治通鑑外紀>>